# 張寅 (成化進士)
張寅（1447年—？），字敬之，直隸真定府冀州人，明朝政治人物。

## 生平
順天府鄉試第八十名舉人。成化十七年（1481年）中式辛丑科會試第一百十名，三甲第二十四名進士。授涉縣知縣，后遷為南京太僕寺丞。

## 家族
曾祖張旦，曾任訓導；祖父張運；父親張平。母曾氏。慈侍下。